# Klášter a kostel svatého Petra a Pavla (Nitra)
Kostel a klášter svatého Petra a Pavla se nachází v bezprostřední blízkosti Nitranské galerie. Komplex tvoří souvislou zástavbu ohraničující prostorné náměstí Horního města.

## Architektura
Původně renesanční jednolodní kostel zasvětili sv. Petrovi a Pavlovi. Věž byla přistavěna až v roce 1732, protože v době vzniku kostely žebravých řádů neměly věž. Ze západní strany kostela dal přistavět nitranský biskup Juraj Pohronec-Slepčiansky čtyři kaple. Nad kaple postavili oratoř, která je propojena s chórem. Později byl kostel upraven v barokním slohu. Stěny kostela a kaplí zdobí 33 reliéfních vypouklých plastik z dubového dřeva znázorňujících ucelený cyklus výjevů ze života zakladatele řádu sv. Františka. Tvůrcem uměleckého díla byl František Xaver Seegen. Hlavní oltář znázorňuje obraz apoštolů sv. Petra a Pavla. Kamenný reliéf apoštolů Petra a Pavla zazdili do vnější fasády. Klášter přiléhá ke kostelu ze severovýchodní strany a je s ním spojen křížovou chodbou.

## Řehole menších bratrů
Po vysvěcení kostela nitranským biskupem Jakubem odevzdal ho do užívání řehole menších bratří – známých jako františkáni. Po požárech a více útocích se rozhodli františkáni kostel i klášter opustit a odešli do Bratislavy. Františkány přivedl zpět do města biskup Ján Telegdy, aby mu pomohli vyhnat z města kalvinisty a protestanty. Biskup jim dal postavit ve městě klášter a kostel. Kostel se změnil během turecké okupace na muslimskou modlitebnu, která nesla jméno sultánovy matky. Po opětovném vypálení františkánského klášterního komplexu a dalších domů tureckými vojsky tentokrát mniši neopustili město a klášter. Mniši se spolupodíleli na jeho obnově, která trvala až do 18. století.